# Гунарис, Яннис
Яннис Гунарис (греч. Γιάννης Γούναρης; род. 6 июля 1952 или 15 марта 1952, Салоники) — греческий футболист, игравший на позиции правого защитника, и тренер.

## Клубная карьера
Профессиональную карьеру начал в 1970 году в местной команде ПАОК, в которой провёл двенадцать сезонов, приняв участие в 378 матчах чемпионата. Он сразу закрепился в основной команде и стал ключевым игроком, почти не пропуская матчи. За всё время выступлений за клуб он не сыграл только в 26 из 402 игр чемпионата. Его партнерство с левым крайним защитником Костасом Иосифидисом стало весомым не только для «чёрно-белых», но и для сборной Греции. Оба защитника сыграли важную роль в команде, выигравшей свой первый в истории чемпионат в сезоне 1975/76. Кроме того, дуэт сыграл в семи финалах Кубка Греции, с 1970 по 1978 года, выигрывая его в 1972 и 1974 годах.
Иосифидис решил остаться в ПАОК до конца своей карьеры, а Гунарис перешёл к сопернику ПАОК — «Олимпиакосу», за который выступал в течение 1982—1985 годов. За это время добавил в список своих трофеев ещё один титул чемпиона Греции в сезоне 1982/1983.
Завершил карьеру футболиста в команде «Македоникос», где играл во втором дивизионе с 1985 по 1987 года.

## Карьера в сборной
18 июня 1971 года дебютировал за национальную сборную Греции в квалификационном матче на чемпионат Европы 1972 против сборной Мальты (2:0).
Был включён в состав на чемпионат Европы 1980 года, где сыграл только в последнем матче групповой стадии против сборной ФРГ (0:0).
Всего за сборную Гуннарис сыграл 27 матчей (5 из них в роли капитана).

## Карьера тренера
Начал тренерскую карьеру вскоре после завершения карьеры игрока, в феврале 1988 года, войдя в тренерский штаб Павлоса Григориадиса в «Олимпиакосе». Он остался в команде летом, став ассистентом Яцека Гмоха, после ухода которого Гунарис сам руководил командой до конца сезона.
В 1989 году стал главным тренером команды «Ксанти» и тренировал клуб до 1994 года с перерывами, в том числе на непродолжительную работу с ПАОК.
В дальнейшем также возглавлял команды «Докса», «Паниониос», «Кастория», «Пансерраикос», «Ники Волос», ПАС, «Пантракикос», «Ламия» и «Превеза», а последним местом тренерской работы был клуб «Анагенниси», главным тренером команды которого Яннис Гунарис был в течение 2009 года.

## Достижения

### Как игрок

#### ПАОК
- Чемпион Греции: 1975/76
- Обладатель Кубка Греции: 1971/72, 1973/74

#### «Олимпиакос»
- Чемпион Греции: 1982/83